# Eva Nordung Byström
Eva Kristina Nordung Byström (ur. 21 kwietnia 1957 w Härnösand) – szwedzka duchowna luterańskiego Kościoła Szwecji, biskup diecezji Härnösand od 14 grudnia 2014.

## Życiorys
Jako młoda kobieta uczestniczyła w chórach w swojej rodzinnej parafii. Pracowała jako wolontariuszka w kilku środowiskach kościelnych, między innymi zajmując się muzyką oraz pracą z dziećmi i młodzieżą.
Studiowała teologię protestancką. Została wyświęcona na kapłana w 1984. Była wikariuszem Arnäs, Gideå i Trehörningsjö w latach 2004–2014 oraz Örnsköldsvik w latach 2007–2014. Została wyświęcona na biskupa diecezji Härnösand 14 grudnia 2014 w katedrze w Uppsali.
Jako motto wybrała sobie Nu är guds tid (Teraz jest czas Boga).
22 września 2020 politycy kościelni postanowili porozumieć się z biskup o odejściu ze stanowiska. Zdaniem większości członków zarządu zaufanie do niej się wyczerpało. W wyniku zaistniałej sytuacji przebywała na zwolnieniu lekarskim, z którego powróciła w listopadzie.